# Alexander Montagu, 13.º Duque de Manchester
Alexander Charles David Drogo Montagu, 13.º Duque de Manchester (Camperdown, 11 de dezembro de 1962), é um par hereditário britânico nascido na Austrália, herdando o ducado de Manchester de seu pai em 2002. Ele é um cidadão britânico e australiano e vive nos Estados Unidos desde 1986. Ele foi condenado por fraude, roubo e outros crimes e cumpriu várias penas de prisão na Austrália e nos Estados Unidos.

## Biografia
O 13.º Duque é filho de Angus Montagu, 12.º Duque de Manchester, e sua primeira esposa, a australiana Mary Eveleen McClure, uma colunista de jornal.
Na Austrália, em 1984, Montagu casou-se primeiro com Marion Stoner, uma modelo australiana 20 anos mais velha que ele. O relacionamento durou dois meses, quando Stoner separou-se depois de acusar Montagu de disparar um arpão contra ela. Em 1985, Montagu foi condenado a três anos de prisão após ser condenado por 22 acusações de fraude. Em 1991, ele foi preso novamente em Brisbane depois de vender um carro alugado.
Depois de emigrar para os Estados Unidos em 1986, ele se casou na Califórnia em maio de 1993 com Wendy Dawn Buford, filha de um vendedor da construção. Eles tiveram um filho, Alexander Michael Charles David Francis George Edward William Kimble Drogo Montagu, nascido em 1993. Montagu não se divorciou de sua primeira esposa até 1996, três anos após seu segundo casamento. Buford deu a Montagu um segundo filho, Ashley Faith Maxine Nell Montagu, em 1999. Montagu e Buford se separaram após 15 anos e se divorciaram em 2006.
Montagu então se casou pela terceira vez em 21 de setembro de 2007. Sua terceira esposa era uma agente imobiliária americana chamada Laura Ann Smith, e o casamento não teve problemas. Em 2009, o duque teria revelado que seu casamento com Buford em 1993 havia sido inválido, pois ele ainda era casado com sua primeira esposa na Austrália. Com base nisso, ele parou de pagar pensão alimentícia e o fundo da família cortou os fundos para seus filhos. Buford o processou, com sucesso, em nome de seus dois filhos. Em 2011, o juiz da Suprema Corte dos Estados Unidos Christopher Floyd decidiu que os dois filhos, mesmo tendo nascido quando seus pais não eram legalmente casados, tinham direito a fundos fiduciários, já que "(Buford) acreditava, de forma razoável, que o casamento era válido". De acordo com a Lei de Legitimidade de 1959 do Reino Unido, os filhos de casamentos nulos podem se beneficiar de fundos familiares se, "no momento do ato de relação sexual que resultou no nascimento" ou no momento do casamento, qualquer uma das partes "acreditou razoavelmente" que o casamento era de fato válido.
Em 2013, o duque foi acusado novamente de fraude em Las Vegas por supostamente passar conscientemente um cheque de US$3.575 em 2011 sem "fundos, propriedades ou crédito" para fazer frente ao cheque. Ele não contestou a acusação e recebeu uma pena suspensa de 90 dias e seis meses para pagar a dívida. Depois que ele não pagou a dívida e não compareceu ao tribunal, um mandado de prisão foi emitido para sua detenção em junho de 2014. Em 2016, ele foi acusado de roubo e falso boletim de ocorrência. Ele foi condenado a cinco anos de prisão em 2017, que cumpriu na Prisão Estadual de High Desert.
Apesar de ter sucedido como Duque de Manchester em 2002, em julho de 2022 não aparece no Roll of the Peerage. Para ser reconhecido legalmente como Par em documentos oficiais, ele deve provar sua sucessão e ser colocado no Roll. Ele não tomou as medidas necessárias para ser incluído no Roll of the Peerage, que foi criado dois anos após sua sucessão em 2004; embora isso não altere sua própria condição de duque, que é legalmente estabelecida pelas cartas patentes, a inclusão no rol é desde 2004 uma exigência para que seu título seja incluído no passaporte e outros documentos oficiais. De acordo com as disposições do mandado real de 2004, ele pode se registrar na lista a qualquer momento.

## Títulos e estilo
- 11 de dezembro de 1962 – 3 de junho de 1985: Sr. Alexander Montagu
- 3 de junho de 1985 - 25 de julho de 2002: O Honorável Visconde Mandeville
- 25 de julho de 2002 - presente: Sua Graça, o Duque de Manchester